# マーカス・モートン
マーカス・モートン（英: Marcus Morton、1784年 - 1864年2月6日）は、アメリカ合衆国マサチューセッツ州トーントン出身の弁護士、法律家、政治家である。マサチューセッツ州知事を2期務め、1825年にウィリアム・ユースティスが在職中に死んだ後は数か月間州知事代行を務めた。マサチューセッツ州最高司法裁判所の陪席判事を15年間務めた。その間民主党の州知事候補となり続けたが、当選できなかった。1839年の州知事選挙で過半数となる丁度の票を獲得し、エドワード・エヴァレットに勝ってやっと州知事に当選した。1840年と1841年の選挙でも落選したが、1842年の選挙では僅差で再選された。
マサチューセッツ州民主党は派閥争いが酷く、そのためにモートンは長い間負け続けることになった。しかし、短期間だった州知事の間も、その後のホイッグ党政権でモートンが任期中に法制化した変更の大半を元に戻したので、民主党が支持した改革は実らなかった。奴隷制度の拡大に対する反対者として、長年友人だったジョン・カルフーンと袂を分かち、最終的には民主党を離れて自由土地党の運動に投じた。1848年アメリカ合衆国大統領選挙では、マーティン・ヴァン・ビューレンから副大統領候補として検討されたこともあった。

## 初期の経歴
マーカス・モートンは1784年にマサチューセッツ州イーストフリータウンで生まれた。父はナサニエル、母はメアリー（旧姓キャリー）であり、その一人息子だった。史料によりその誕生日は2月19日か12月19日だとしている。父は農夫だったが、政治の世界でも活動し、マサチューセッツ州知事評議員を務めたことがあった。モートンは自宅で基礎教育を受け、14歳のときにロチェスターのカルビン・チャドック牧師の学校に入学した。
1801年、ブラウン大学の2回生で入学を認められ、1804年に卒業した。この大学在学中にジェファーソン流の考え方に親しむようになり、卒業式でははっきりと反連邦党の演説を行った。その後トーントンのセス・パデルフォード判事の事務所で1年間法律の勉強を行った後、コネチカット州リッチフィールドのタッピング・リーブの法学校に入学した。この学校ではジョン・カルフーンと学友になり、その後長く相談相手、かつ友人となった。モートンはトーントンに戻り、1807年にはノーフォーク郡の法廷弁護士として認められ、法律実務を始めた。同年12月、シャーロット・ホッジスと結婚し、12人の子供をもうけることになった。1826年にはブラウン大学から、1840年にはハーバード大学から法学の名誉学位を受けた。

## 政界への参入
モートンはトーントンでその政治的な技能を磨き、マサチューセッツ州の政界では優勢だった連邦主義に反対した発言をすることが多かった。1808年、州知事ジェイムズ・サリバン（民主共和党）がブリストル郡地区検事の地位を提案したが、その地位は恩師であるパデルフォード判事が保持していたものだったので辞退した。しかし、1811年になってエルブリッジ・ゲリー州知事から同職を提案されたときは受け入れた。
モートンは1814年のアメリカ合衆国下院議員選挙で、民主共和党の候補者として出馬したが、連邦党の強い選挙区でありラバン・ウィートンに大差で敗れた。その2年後の1816年、連邦党は依然として強かったもののウィートンに再挑戦して当選した。モートンは1818年にも再選されたが、1820年の選挙ではフランシス・ベイリーズに僅差で敗れた。下院議員時代はアンドリュー・ジャクソンを支持した。ジャクソンはセミノール戦争での行動が批判されていた。また、ミズーリ妥協には反対していた。モートンは個人的に奴隷制度に反対していたが、後年までその政治姿勢を知らせようとはせず、他の優先事項に注力するのを好んだ。それにも拘わらず、民主党内の派閥が1840年代にモートンに反論するために、モートンが奴隷制度について書いていた文書を利用しようとしたときに、激しい議論の対象になった。この青年時代にモートンは自由貿易についても推進派だった。マサチューセッツ州の多くの政治家と同様に後に強い保護貿易の姿勢を採ることになり、若い頃のことを「私の人生で最もまずかったこと」と言っていた。

## 最高司法裁判所判事と州知事選挙への出馬

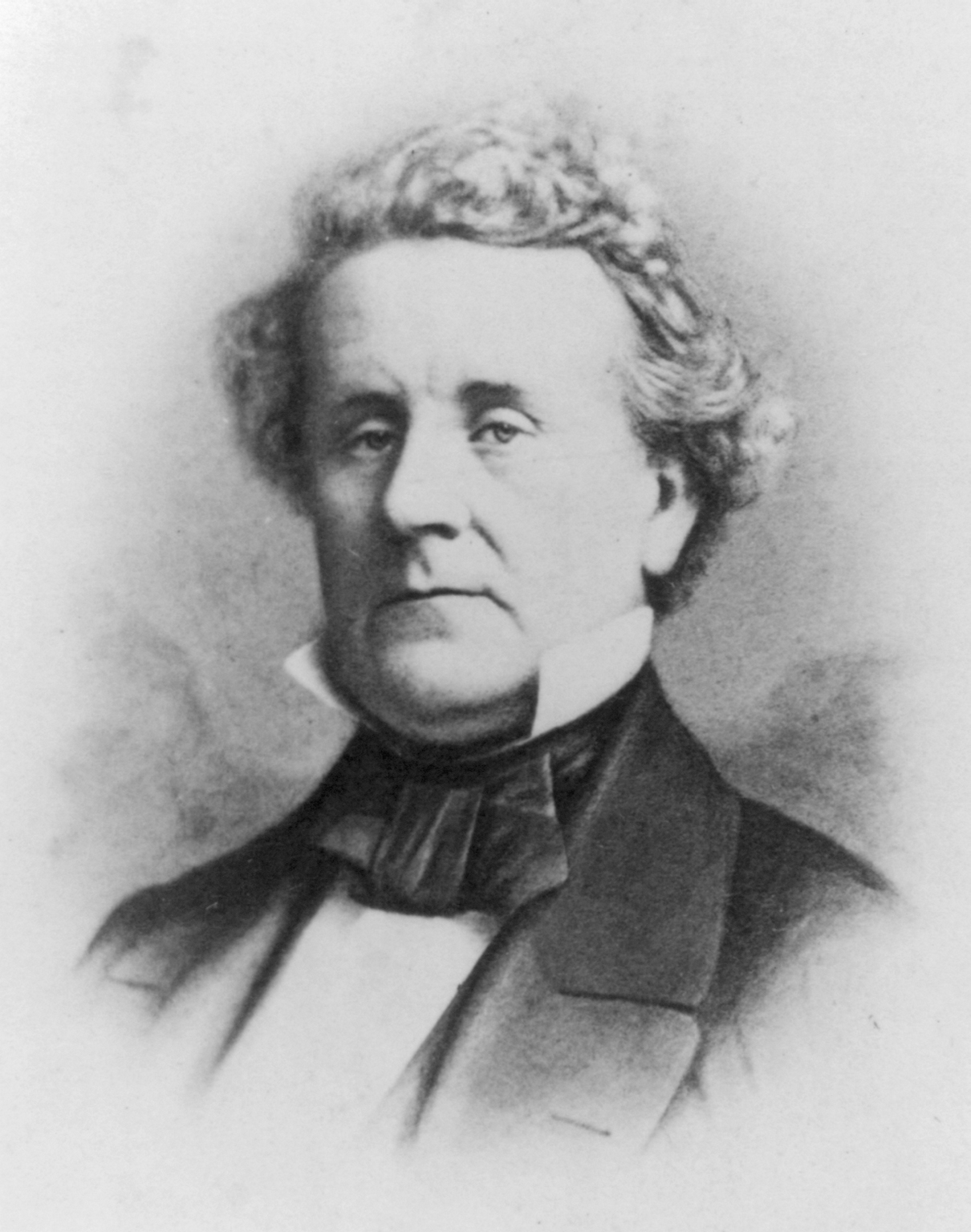
リーヴァイ・リンカーン・ジュニア、マーカスをマサチューセッツ州最高司法裁判所判事に指名したが、間もなく政敵になった

1823年、モートンはマサチューセッツ州知事評議員に選ばれ、翌年にはマサチューセッツ州副知事に選出されて、民主共和党員知事のウィリアム・ユースティスの下で仕えた。1825年2月、ユースティスが在職中に死去すると、数か月後に州知事選挙が行われるまで、モートンが知事代行を務めた。1824年の選挙からは、州内の政治勢力として連邦党を事実上排除しており、元連邦党員と裕福な民主共和党員が協力して国民共和党と呼ばれることになる党を結成することになった（後のホイッグ党の前身）。モートンはこの動きに同意できず（国民共和党を「貴族的」と言った）、その代わりにジャクソン風の民主主義を好み、1825年の選挙では州知事に立候補することを拒んだ。しかし、副知事には再度立候補して当選することになり、民主共和党と連邦党の連衡で候補指名され当選した州知事リーヴァイ・リンカーン・ジュニアの下に仕えた。モートンはホイッグのエリート主義と呼んだものに満足せず（1830年にはリンカーンのことを「金の貴族主義の道具」であると非難した）、副知事を辞職した。リンカーンは直ぐにモートンをマサチューセッツ州最高司法裁判所陪席判事に指名した。モートンはその職を1840年まで保持することになった。

### 法の番人
モートンはマサチューセッツ州最高司法裁判所陪席判事の中で唯一の民主党員であり、その他の判事は全て連邦党員によって指名されていた。それにも拘わらず、モートンは幾つか著名な判決を書いた。「チャールズ川橋対ウォーレン橋事件」の判決を書いた。この事件の審理は結局アメリカ合衆国最高裁判所まで行くことになった。原告は、ボストンとチャールズタウンとの間に1786年に建設された有料橋、チャールズ川橋の所有者であり、被告は州が1828年に認証を発行した競合する橋の所有者だった。原告は、自分たちの認証で州が川を渡すための排他的な支配権を認めていたのであり、被告に対する認証がそれに抵触するものだと主張した。最高司法裁判所の判断は2対2で分かれ、アメリカ合衆国最高裁判所で審理されるべく、差し戻された。モートンは被告有利の判決を書き、州が排他的な権利を認めることになるならば、それを明確にしておかねばならず、この件ではそれが明確でないと指摘した。この判断はアメリカ合衆国最高裁判所におけるロジャー・トーニー首席判事の1837年判決で支持された。
1838年、モートンは「州対ニーランド事件」で唯一の反対者となった。これは「冒涜」を問われて有罪とされた国内最後の事件だった。アブナー・ニーランドは激烈なユニバーサリスト神父だったのが、汎神論に転向した者であり、キリスト教徒が攻撃的と考える声明を出していた。第一審では有罪とされたニーランドが控訴し、高度に政治的な裁判が2度評決不能陪審に終わった後で、控訴審で有罪が支持された。1836年3月、マサチューセッツ州最高司法裁判所がこの事件を審査した。ニーランドは自己弁護を行い、自分の作った声明は法によって規定されたレベルまで達していないと論じ、州法がアメリカ合衆国憲法修正第1条を侵害していると主張した。首席判事のレミュエル・ショーは多数派の意見を書き、ニーランドの発言は冒涜に関する法の規定を満足していると判断し、法の解釈により州憲法で言論と信教の自由を保護していることには抵触していないと判断した。モートンはその反対意見で、州憲法第2条（信教の自由）をよりリベラルに読めば、あらゆる人は「神の問題を論じ、その存在を肯定するも否定するも主張する憲法上の権利がある。ある人が法的に権利があると考えることを行うことで罰されることには同意できない」と書いていた。州知事のエドワード・エヴァレットは、ニーランドに恩赦を出すことを拒み、ニーランドは60日間収監された。この事件は今日、冒涜罪に関するアメリカの事件として最大級に引用されることの多いものとなっている。

### 州知事に対する永遠の候補者
1820年代と1830年代の政治的状況は極めて流動的だった。民主党が非常に派閥化し、3つの主要なグループが党の支配権を巡って互いに争っていた。モートンの支持基盤は主に農夫、工業や造船業の労働者で構成されており、また近年移って来たばかりの移民もいた。セオドア・ライマンが支配した2つ目の派閥は商人や裕福な海岸関連の人々で構成され、ホイッグ党の主張に反対していた。3番目の派閥は初期に党をうまく支配していたものであり、デイビッド・ヘンショーを頭に、橋の議論の政治的な側面でジョン・クインシー・アダムズの派から分離して来たものだった。ヘンショーは党を纏めあげる主要な推進者であり、一方モートンは永遠の州知事候補者となり、1828年から1843年まで毎回立候補した。党は、モートンの友人であるジョン・カルフーンの組織化力で支持されていた。カルフーンはジョン・クインシー・アダムズとアンドリュー・ジャクソンの下でアメリカ合衆国副大統領を務めていた。モートンは概して選挙運動を行わず、判事としての中立性という立場を維持することに注力していた。

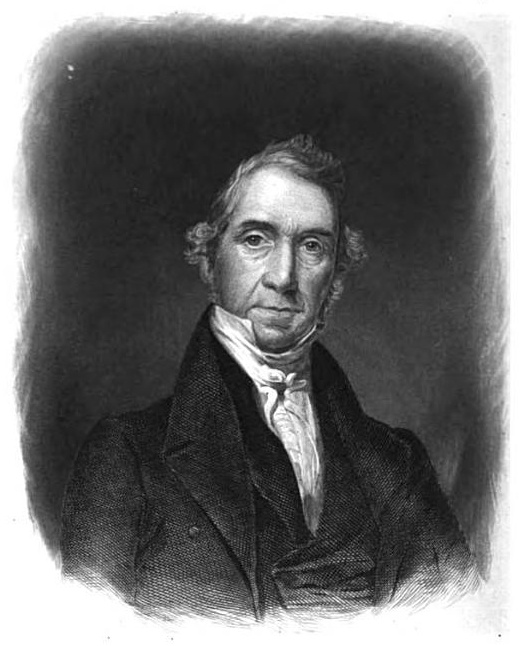
モートンの肖像画、版画

モートンはリンカーンが州知事だった期間（1825年-1834年）の大半で、選挙ではそこそこの結果を残せなかった。これは主に国民共和党に対する反対が砕け散っており、自由橋党や反メイソン党でそれが実証されていたからだった。反メイソン党は特に1832年の選挙で民主党票のかなりの数を吸い上げていた。国民共和党と民主党の双方が反メイソン党を解党に追い込もうとした試みもあったが、どちらも成功しなかった。モートンはやや反メイソンに傾いていたが、ヘンショーはフリーメイソンであり、モートンは反メイソン党が選挙でそこそこの結果を残したにも拘わらず、その潜在的な力を認識していなかった。その結果、民主党は国民共和党の候補者を選挙で破るだけの力に欠けていた。民主党は1832年と1833年も破れた。労働者の党が、大政党に労働問題に関心がないことを攻撃して支持を引き出していた。モートンは繰り返し落選したことでかなり失望してきており、1832年には知事選から降りることも検討した。ヘンショーがモートンを説得して戦い続けさせた。1831年、モートンは友人のカルフーンが無効化を支持したことで袂を分かった。それはカルフーンが奴隷制度を支持しているからだと考えた。このこともマサチューセッツ民主党の崩壊に繋がった。ヘンショーはカルフーンと南部民主党の側に就いた。
1839年以前にモートンが善戦したのは1833年の選挙であり、リンカーンが再選を辞退したときだった。ウースターの下院議員ジョン・デイビス（国民共和党として出馬）やジョン・クインシー・アダムズ（反メイソン党として出馬）を主要な対抗馬とし、労働者の党の候補者を含めて4人の争いとなったが、どの候補者も必要な過半数を得られなかった。州議会は、アダムズがデイビスのために退き下がった後で、得票数が多かったデイビスを選んだ。

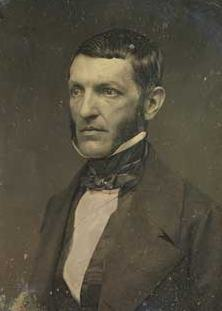
ジョージ・バンクロフト、 歴史家、マサチューセッツ民主党の組織者

1830年代後半までに奴隷制度廃止運動家が州内でも政治的な力を持つに至った。ホイッグ党もモートンを含めた民主党も他の政治的な目標を追求する中でこの問題を避けていたが、奴隷制度廃止運動家は選挙に出る候補者からこの問題に関する公式の声明を常に求めるようになった。モートンは個人的に奴隷制度に反対する者として知られており、奴隷制度に関する質問には回答が揺れ動いていたにも拘わらず、1837年と1838年の選挙では得票を伸ばした。これらの選挙での対抗馬はエドワード・エヴァレットであり、彼も奴隷制度に反対したが、1826年に奴隷所有者の権利に同調する発言をしたことがあり、それがエヴァレットを攻撃する材料に使われていた。民主党内のモートンの派閥も歴史家のジョージ・バンクロフトの組織力で力を得ており、モートンが推進する動きが党の低いレベルの指導者が選ばれる方法を変えることになった。デイビッド・ヘンショーは1837年にボストン港の税徴収官という地位に就くために政治的な要職からは引退したので、この貴重な庇護者と言う地位を巡って党内闘争を始めさせた。モートンはその後継者の候補の1人だったが、最終的に辞退し、ジョージ・バンクロフトを推薦した。バンクロフトは州の西部の出身であり、民主党に労働者からの支持を惹きつけることになった。

## 州知事
1839年の州知事選挙で、関連の無い問題が出てきて、モートンに勝利をもたらすことになった。ホイッグ党の支配する議会が、禁酒運動家の提案した法案を通した。それは15USガロン (57 リットル) 未満のアルコール販売を禁止するものであり、実質的にバーでのサービスを違法にした。この法はホイッグ党の階級的エリート主義の例だと見る者が多かった。選挙は接戦となり、数え直しが行われ、投票箱が注意深く精査された。モートンの得票と数えられたものの中に「マッカス・マットン」（"Maccus Mattoon"）と書かれたものがあった。ホイッグ党はそれを無効にしようとしたが、州内でそのような名前を持つ者はいなかった。エヴァレットはその投票に異議を申し立てることを寛大に拒否し、モートンは51,304票を獲得して、総投票数の正確に半数となり、エヴァレットは50,725票、その他307票という結果になった。

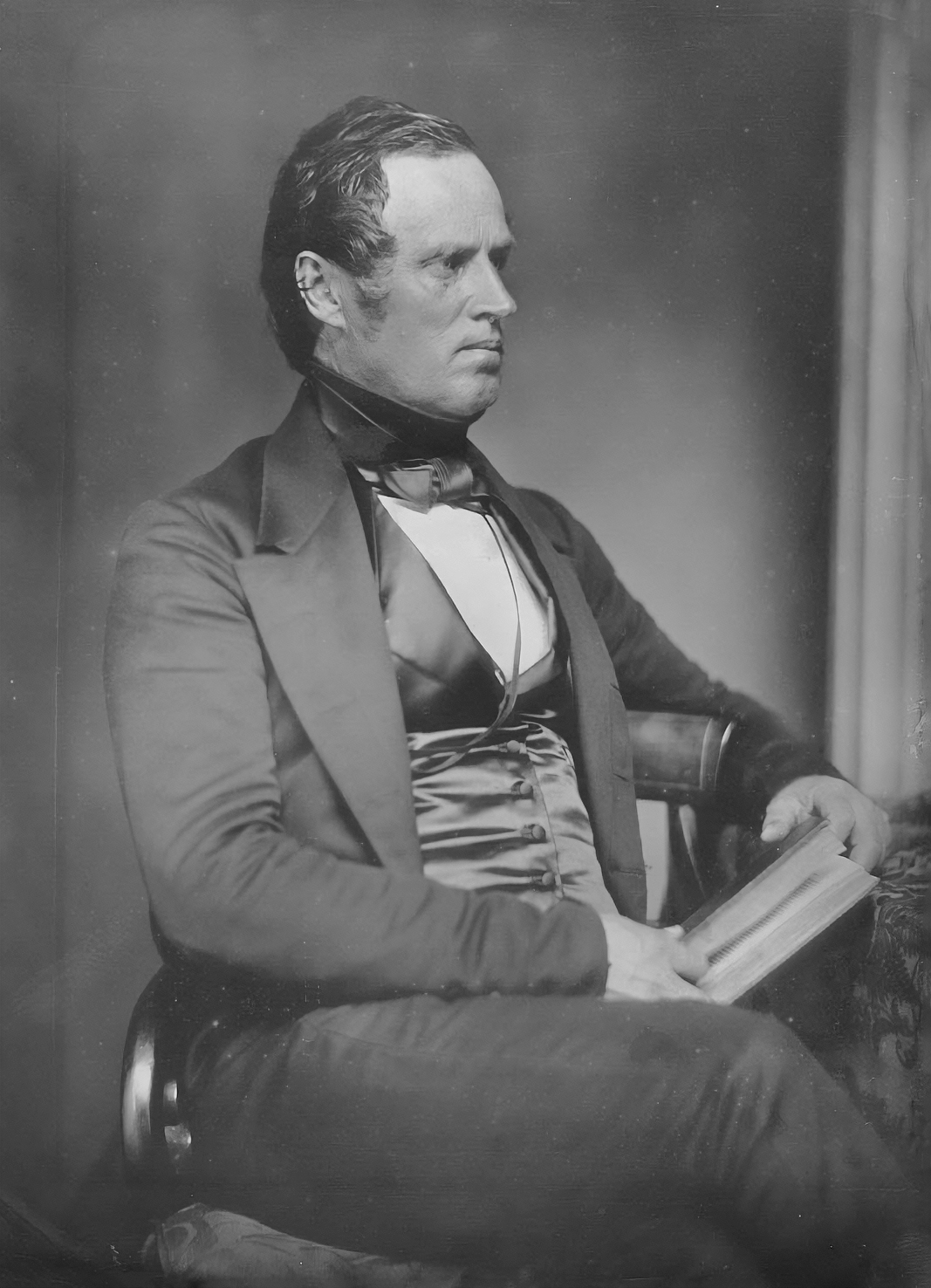
ジョージ・N・ブリッグス、1843年の州知事選挙でモートンを破った

ホイッグ党が支配する敵対的な州議会に対して、モートンの改革案は進まなかった。人頭税や死刑の数の減少などの提案は採用されなかったが、民主党は財政規律を導入でき、その時代では久しぶりとなる歳入超過を達成した。ホイッグ党はモートンの提案をお粗末な経済政策だと攻撃し、1840年には政界を再編してモートンを破ろうとした。ホイッグ党はジョン・デイビスを説得し、アメリカ合衆国上院議員から復帰して州知事選挙に出馬させ、大差でモートンを破った。1841年の選挙では、モートンが幾らか勢力を取り戻した。1842年、結成されたばかりの奴隷制度廃止を唱える自由党の候補者は、州議会に候補者を送れるだけの票を獲得した。自由党は第3政党だったので、州上院には多くの空席もあったが、勝者を選ぶ必要があった。自由党は結果を左右できる位置にあることを利用しようとしたが、ホイッグ党の離脱者1人を当選させることで、民主党が上院の多数派になった。上院はその後に州知事にモートンを選ぶことになった。
モートンは再度1840年に提案したものを繰り返して一連の改革を要求し、税の負担を不動産から個人の動産に転換する提案などを行った。その就任演説で奴隷制度になんら言及しなかったことをホイッグ党から批判された。その任期中に、民主党の様々な派閥指導者達が、執行部と党の人事について口論し、アメリカ合衆国大統領ウィリアム・ハリソンが就任から間もなく死亡すると、次の大統領候補たちが州の支持を求めて動いたために党内がさらに割れることになった。その結果、民主党と自由党の連衡で議会の多数派となっていたにも拘わらず、改革案の多くは全く実行されず、実行されても最小限に留まった。ジョージ・バンクロフトが機会の損失を嘆き、「全てが我々の位置に利益をもたらすのであれば、マサチューセッツでこれほど良い党の始まりは無かっただろう。しかしそうはならない」と述べた。
1843年の選挙で、田園部バークシャー郡出身のホイッグ党弁護士ジョージ・N・ブリッグスと対戦した。ブリッグスは田園部有権者に強いモートンに対抗するために選ばれていた。自由党の候補者が再び勝者を決することのできる票を獲得し、最終判断は議会に送られた。このときブリッグスがモートンより3,000票多かった。議会は再びホイッグ党の支配する所となり、ブリッグスを州知事に選んだ。ホイッグ党は、モートンの就任中に成案となっていた数少ない改革のほとんどを無効にした。

## 後年
モートンは1843年に落選した後、州知事選挙に出馬することを止め、1844年にはジョージ・バンクロフトに任せた。1844年9月、隣接するロードアイランド州に旅し、ドアの反乱の首謀者トマス・ウィルソン・ドアの釈放を訴えた。ドアは重労働刑を宣告されていた。ドアに対する民主党シンパは、その後の選挙でホイッグ党から攻撃材料として使われた。

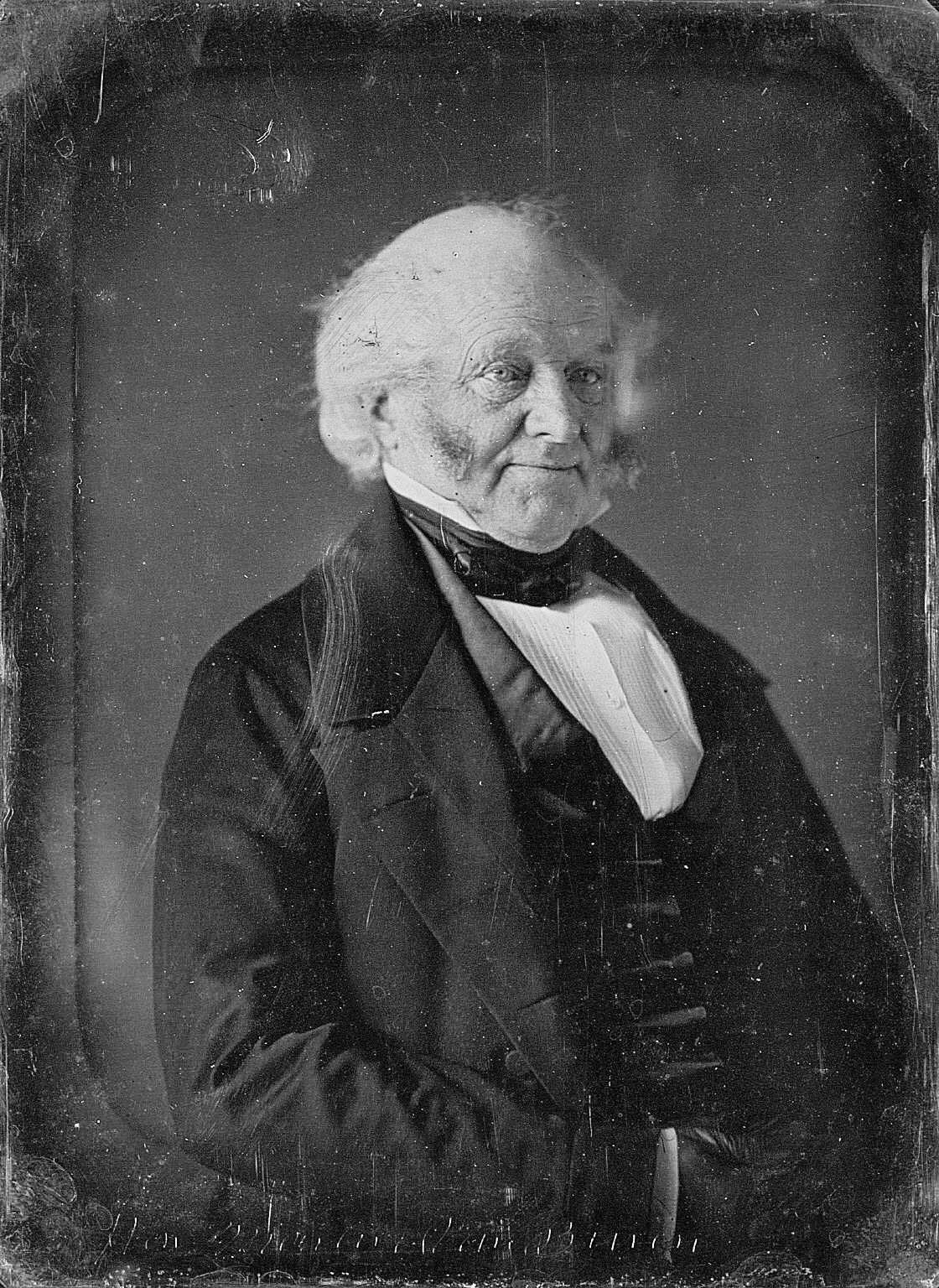
マーティン・ヴァン・ビューレン、1849年頃にマシュー・ブレイディが制作したダゲレオタイプ写真

1845年、アメリカ合衆国大統領ジェームズ・ポークがモートンをボストン港の税徴収官に指名した。モートンはその職を4年間務めた。アメリカ合衆国上院におけるその指名の承認について幾らか議論となり、南部出身の上院議員が、モートンは以前に奴隷制度に反対する声明を出していたと言ってその指名に反対した。その指名が承認される前であっても、モートンはその政治的に重要な地位を使って、州の党員を自分の構想に合うように持ってくるようにしていたが、党組織の中に既にあった亀裂を広げただけに終わった。その分裂が、ヘンショー一派の政治的謀議のために確認が遅れる事態になり、モートンとバンクロフトの間の政治的関係を永久に分かつ結果になった。1847年の辛辣な州党員集会（ヘンショー一派が奴隷制に反対する党の綱領を認めなかった）の後で、モートンは党から離れ、急成長していた自由土地党の運動に投じた。モートンは民主党と自由土地党の連衡を支持することを拒み、1850年には州知事に民主党のジョージ・バウトウェルを、アメリカ合衆国上院議員に自由土地党のチャールズ・サムナーを選ぶことになった。
1848年アメリカ合衆国大統領選挙で、モートンはマーティン・ヴァン・ビューレンから自由土地党の推薦で副大統領候補となるよう誘われた。モートンはこれを断り、ニューヨーク州出身に候補者の組み合わせは地理的な懸隔を必要とすると述べた。ヴァン・ビューレンは最終的にウィスコンシン州出身のヘンリー・ドッジを選んだが、党大会ではマサチューセッツ州出身のチャールズ・フランシス・アダムズを選んだ。モートンはヴァン・ビューレンのために選挙運動を行ったが、ヴァン・ビューレンは3位に終わった。
モートンは1853年マサチューセッツ州憲法制定会議の代議員となり、1858年にはマサチューセッツ州下院議員に自由土地党から当選して1期を務めた。

## 死と遺産
モートンは1864年にトーントンの自宅で死去し、トーントンのマウントプレザント墓地に埋葬された。トーントンの自宅は後にモートン病院と医療センターの当初の建物となった。その建物は1960年代に病院の拡張で解体された。
モートンの息子で同名のマーカスは、父と同じく州最高司法裁判所の判事となり、首席判事までいった。娘のフランシスは小説家オクターブ・サネット（本名アリス・フレンチ）の母となった。

## 関連図書
- Massachusetts Constitutional Convention,  George Ticknor Curtis,  George Stillman Hillard,  Samuel Hoar,  Marcus Morton,  Charles Francis Adams,  John Gorham Palfrey (1854). Discussions on the Constitution Proposed to the People of Massachusetts. Little, Brown, and Company
- Henry Hubbard,  Marcus Morton,  Thomas Wilson Dorr,  Chauncey Fitch Cleveland (1842). Letters of the Hon. C.F. Cleveland, and Hon. Henry Hubbard. Thomas Almy (regarding the Dorr Rebellion in Rhode Island and voting rights.)